# Vendetta (Schiff, 1958)
HMAS Vendetta (II) (Kennung: D08) war ein Zerstörer der Daring-Klasse der Königlich Australischen Marine, und das zweite Schiff dieses Namens nach der HMAS Vendetta (I) einem Zerstörer der V-Klasse von 1917.

## Geschichte
Die Vendetta wurde am 4. Juli 1950 bei Williamstown Dockyard in Melbourne auf Kiel gelegt, hatte am 3. Mai 1954 Stapellauf und wurde am 26. November 1958 in Dienst gestellt. Sie wurde als einziges Schiff ihrer Klasse im Vietnam-Krieg eingesetzt. Dort diente sie der Küstenblockade. Die Vendetta wurde am 9. Oktober 1979 außer Dienst gestellt.

## Auszeichnungen
Als Auszeichnungen werden geführt ein Battle Honour für ihren Einsatz auf der Malaiischen Halbinsel 1964–66 und Vietnam 1969–70. Des Weiteren sieben Battle Honour übernommen von ihrem Vorgängerschiff für die Einsätze im Zweiten Weltkrieg.